# David Fincher
David Andrew Leo Fincher (sinh ngày 28 tháng 8 năm 1962) là đạo diễn điện ảnh người Mỹ, nổi tiếng với những phim mang phong cách u ám như Seven (film) (1995), The Game (1997), Fight Club (1999), Panic Room (2002), và Zodiac (2007). Fincher từng nhận đề cử Oscar cho hạng mục Đạo diễn xuất sắc nhất cho phim The Curious Case of Benjamin Button (tựa tiếng Việt: Dị nhân Benjamin) và phim The Social Network. Tác phẩm mới nhất của ông là The Girl with the Dragon Tattoo, được chuyển thể từ tiểu thuyết cùng tên của nhà văn Thụy Điển Stieg Larsson.

## Tiểu sử
Fincher sinh ngày 28 tháng 8 năm 1962 tại Denver, Colorado (Hoa Kỳ). Mẹ ông là Claire Mae Boettcher, một y tá, còn cha ông là Howard Kelly Fincher, nhân viên văn phòng.[1] Ảnh hưởng từ bộ phim Butch Cassidy and the Sundance Kid, Fincher bắt đầu làm phim từ năm 8 tuổi với máy quay phim 8mm. Từ đó ông theo đuổi sự nghiệp điện ảnh, bắt đầu bằng những công việc tay chân trong hãng John Korty’s Korty Films. Sau đó ông được nhận vào Industrial Light & Magic năm 1983, nơi ông tham gia vào công tác sản xuất trong những phim nổi tiếng như Twice Upon a Time, Star Wars: Episode VI – Return of the Jedi, và Indiana Jones and the Temple of Doom. Năm 1984, ông rời ILM để đạo diễn một quảng cáo của Hội Bệnh nhân ung thư Hoa Kỳ. Ông tiếp tục làm thêm nhiều quảng cáo cho Revlon, Converse, Nike, Pepsi, Sony, và Levi's, sau đó chuyển sang làm video ca nhạc.

## Video ca nhạc
Fincher từng đạo diễn cho rất nhiều video ca nhạc nổi tiếng như Vogue, Express Yourself, Oh Father của Madonna (cũng là bạn thân của ông), Freedom '90 của George Michael... Video cho ca khúc The End of the Innocence của Don Henley do ông làm đạo diễn giành Giải MTV Video Music Award năm 1990.

## Phim điện ảnh
- Alien 3 (1992)
- Se7en (1995)
- The Game (1997)
- Fight Club (1999)
- Panic Room (2002)
- Zodiac (2007)
- The Curious Case of Benjamin Button (2008)
- The Social Network (2010)
- The Girl with the Dragon Tattoo (2011)
- House of card (2013)
- Gone Girl (2014)